# Velikonoční beránek

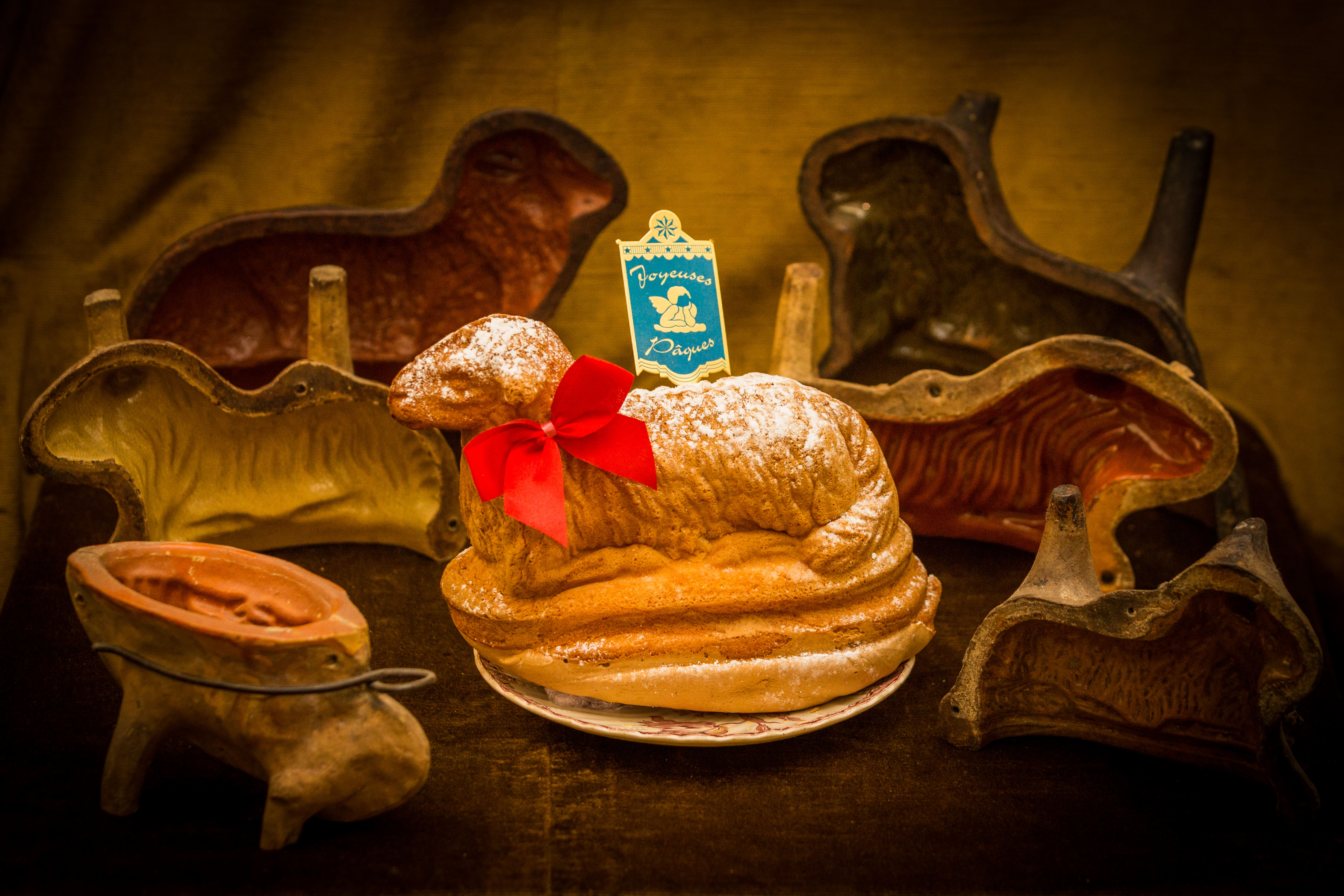
Beránek a formy na jeho pečení z alsaského města Soufflenheim

Velikonoční beránek je sladký moučník ve tvaru beránka, který se v Česku peče k příležitosti Velikonoc. Podobný beránek se peče také ve francouzském Alsasku, kde se mu říká Osterlammele, Oschterlammele, Lamele nebo Lammele, v Polsku je pak znám baranek wielkanocny a v Německu Osterlamm.
Sladký beránek navazuje na židovský zvyk oběti a konzumace beránka o svátku Pesach, který ale byl opuštěn se zničením Druhého chrámu roku 70 n. l. Beránek je také pro svou nevinnost a mírnost symbolem Ježíše Krista, což posílilo jeho sepětí s křesťanskými Velikonocemi. V Česku bylo jehněčí maso dlouho relativně dostupné a například ještě roku 1870 zmiňovala B. Stržínková, že byl o Velikonocích na Hané beránek pokrmem chudších vrstev. Následně však došlo k poklesu chovu ovcí a jehněčí bylo o Velikonocích konzumováno jen v bohatších domácnostech a ve městech. Chudší lidé na venkově namísto toho začali vyrábět beránka z mazancového těsta, s rozinkou místo oka, mezi salašníky někdy namísto toho ze spařeného ovčího sýra. Beránek má být bílý, buď díky pocukrování nebo polevě, doplněný o něco zeleného, obklopený kraslicemi a, podle nejspíše již zapomenutého zvyku, vybavený praporcem, stejně jako zmrtvýchvstalý Kristus. O svátku Zmrtvýchvstání Páně byl svěcen v kostele a poté přinesen domů, kde se stal středem ozdobeného stolu. Krájel se odzadu, aby si co nejdéle zachoval důstojnou formu. Na počátku 21. století se peče také z třeného, piškotového, šlehačkového, tvarohového nebo mramorovaného těsta.